# Coilometopia divisa
Coilometopia divisa är en tvåvingeart som först beskrevs av Walker 1853.  Coilometopia divisa ingår i släktet Coilometopia och familjen Richardiidae. Inga underarter finns listade i Catalogue of Life.